# Ranunculus gayeri
Ranunculus gayeri är en ranunkelväxtart som beskrevs av Sóo. Ranunculus gayeri ingår i släktet ranunkler, och familjen ranunkelväxter. Inga underarter finns listade i Catalogue of Life.